# Batorowo (powiat poznański)
Batorowo – wieś w Polsce położona w województwie wielkopolskim, w powiecie poznańskim, w gminie Tarnowo Podgórne.
Miejsce śmierci gen. Józefa Dowbora-Muśnickiego (26.10.1937).
W latach 1975–1998 miejscowość należała administracyjnie do województwa poznańskiego.